# Kruus
Kruus je priimek več oseb:
- Hans Kruus, estonski zgodovinar in politik
- Heino Kruus, estonski košarkar
- Jaan Kruus, estonski general